# Reset

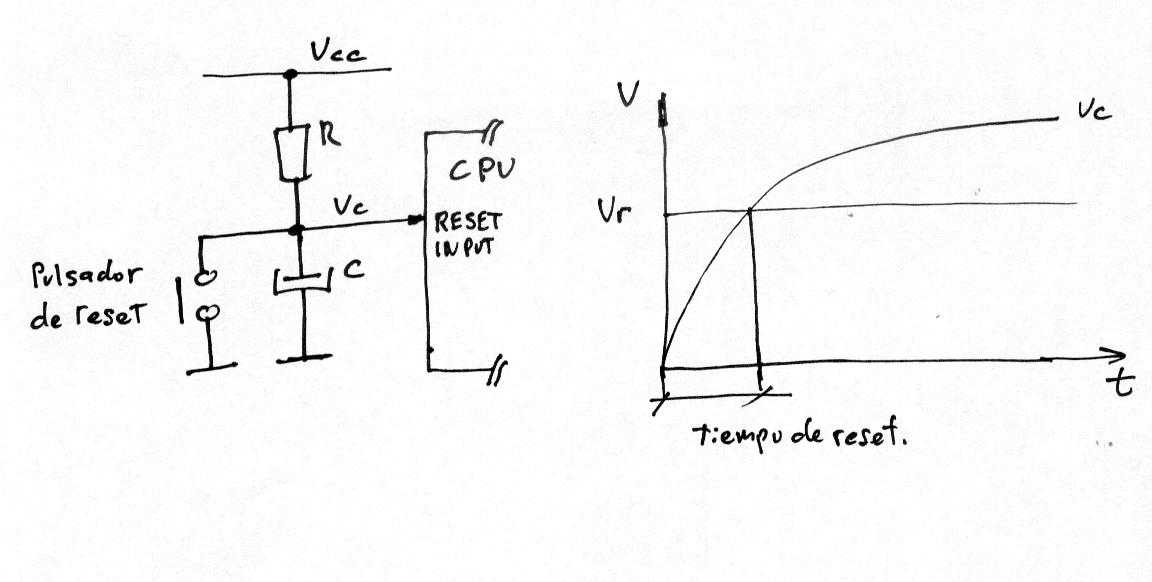
Típico circuito de reset de para una CPU.

Reset, del inglés reponer o reiniciar. Se conoce como reset a la puesta en condiciones iniciales de un sistema.
Este puede ser mecánico, electrónico o de otro tipo. Normalmente se realiza al conectar el mismo, aunque, habitualmente, existe un mecanismo, normalmente un pulsador, que sirve para realzar la puesta en condiciones iniciales manualmente. En el ámbito de códigos binarios, trata de poner a 0, así como set, poner a 1. resetearlo (reset).
Un reinicio duro (también conocido como reinicio en frío, en inglés cold reset o cold restart) ocurre cuando se interrumpe y vuelve a establecer el suministro de energía eléctrica a un ordenador, como cuando se envía una señal especial de reinicio a la CPU (por lo general desde el panel frontal de la máquina). Esto provoca que se reinicie la máquina sin efectuar los procedimientos habituales de apagado. En muchos sistemas operativos, especialmente aquellos que utilizan cachés de disco, después de un reinicio duro el sistema de archivos puede encontrarse en un estado "no limpio", y se procederá a realizar un rastreo de las estructuras del sistema de archivos antes de empezar el funcionamiento normal). El reinicio puede ser debido a un fallo eléctrico accidental o ser realizado deliberadamente como último recurso para recuperar el sistema de un error crítico o un ataque de denegación de servicio.
De un reinicio en duro, se puede decir por lo tanto, que se trata de un apagado forzoso (y por lo tanto sin procesar las rutinas propias del apagado) y un inicio.

## Asistentes Digitales Personales
Un reinicio duro es la restauración de la configuración de un ordenador de mano (o PDA) a sus valores originales e implica borrar toda la información almacenada en el equipo. Esto es esencialmente lo mismo que formatear un disco duro. Puede ser necesario efectuar este proceso de vez en cuando para restaurar la integridad de PDA que trabaje con demasiados programas inestables. Debe usarse con precaución, porque el proceso destruye todos los datos almacenados en la unidad.